# Canton de Castres-1
Le canton de Castres-1 est une circonscription électorale française du département du Tarn.

## Histoire
Un nouveau découpage territorial du Tarn entre en vigueur à l'occasion des premières élections départementales suivant le décret du 17 février 2014. Les conseillers départementaux sont, à compter de ces élections, élus au scrutin majoritaire binominal mixte. Les électeurs de chaque canton élisent au Conseil départemental, nouvelle appellation du Conseil général, deux membres de sexe différent, qui se présentent en binôme de candidats. Les conseillers départementaux sont élus pour 6 ans au scrutin binominal majoritaire à deux tours, l'accès au second tour nécessitant 12,5 % des inscrits au 1er tour. En outre la totalité des conseillers départementaux est renouvelée. Ce nouveau mode de scrutin nécessite un redécoupage des cantons dont le nombre est divisé par deux avec arrondi à l'unité impaire supérieure si ce nombre n'est pas entier impair, assorti de conditions de seuils minimaux. Dans le Tarn, le nombre de cantons passe ainsi de 46 à 23.
Le canton de Castres-1 est formé d'une fraction de la commune de Castres. Il est entièrement inclus dans l'arrondissement de Castres. Le bureau centralisateur est situé à Castres.

## Représentation
| Période élective | Période élective | Mandat | Mandat   | Identité               | Nuance | Nuance | Qualité |
| ---------------- | ---------------- | ------ | -------- | ---------------------- | ------ | ------ | --- |
| 2015             | 2021             | 2015   | 2021     | Michel Monsarrat       |        | LR     | Chirurgien retraité Ancien conseiller général du Canton de Castres-Nord (1989-2015)                                        |
| 2015             | 2021             | 2015   | 2021     | Nathalie de Villeneuve |        | LR     | Assistante de gestion Conseillère municipale de Castres, adjointe déléguée depuis 2020, Vice-Présidente de l'agglomération |
| 2021             | 2028             | 2021   | en cours | Arnaud Bousquet        |        | LR     | Avocat au barreau de Castres, bâtonnier de l'Ordre, conseiller municipal de Castres depuis 2008                            |
| 2021             | 2028             | 2021   | en cours | Eve Bugis              |        | LR     | Éducateur sportif |

### Résultats détaillés

#### Élections de mars 2015
À l'issue du 1er tour des élections départementales de 2015, deux binômes sont en ballottage : Michel Monsarrat et Nathalie de Villeneuve (UMP, 41,78 %) et Émile Cany et Émilie Guignard (FN, 28,28 %). Le taux de participation est de 53,71 % (6 474 votants sur 12 053 inscrits) contre 58,71 % au niveau départemental et 50,17 % au niveau national.
Au second tour, Michel Monsarrat et Nathalie de Villeneuve (UMP) sont élus avec 68,77 % des suffrages exprimés et un taux de participation de 53,47 % (3 853 voix pour 6 444 votants et 12 052 inscrits).

#### Élections de juin 2021
Le premier tour des élections départementales de 2021 est marqué par un très faible taux de participation (33,26 % au niveau national). Dans le canton de Castres-1, ce taux de participation est de 31,52 % (3 815 votants sur 12 104 inscrits) contre 39,08 % au niveau départemental. À l'issue de ce premier tour, deux binômes sont en ballottage : Arnaud Bousquet et Eve Bugis (DVD, 43,81 %) et Boukil Hamria et Sandra Marc (PS, 17,92 %).
Le second tour des élections est marqué une nouvelle fois par une abstention massive équivalente au premier tour. Les taux de participation sont de 34,36 % au niveau national, 39,14 % dans le département et 32,06 % dans le canton de Castres-1. Arnaud Bousquet et Eve Bugis (DVD) sont élus avec 65,41 % des suffrages exprimés (2 375 voix pour 3 881 votants et 12 106 inscrits),,.

## Composition
| Nom                             | Code Insee | Intercommunalité      | Superficie (km2) | Population (dernière pop. légale)                | Densité (hab./km2) | Modifier                                    |
| ------------------------------- | ---------- | --------------------- | ---------------- | ------------------------------------------------ | ------------------ | ------------------------------------------- |
| Castres (bureau centralisateur) | 81065      | CA de Castres-Mazamet | 98,17            | Fraction : 18 228 (2022) Commune : 42 700 (2022) | 435                | modifier les données · modifier les données |
| Canton de Castres-1             | 8107       |                       |                  | 18 228 (2022)                                    |                    | modifier les données                        |

Le canton de Castres-1 comprend la partie de la commune de Castres située au nord et à l'ouest d'une ligne définie par l'axe des voies et limites suivantes : depuis la limite territoriale de la commune de Navès, cours de l'Agout, ligne de chemin de fer de Castelnaudary à Rodez, avenue Albert-Ier, rond-point de Wakefield, rue de l'Amiral-Galiber, boulevard du Maréchal-Foch, place d'Alsace-Lorraine, allée Alphonse-Juin-Maréchal-de-France, boulevard Henri-Sizaire, cours de la Durenque, rue d'Auque, rue Christian-d'Espic, avenue Charles-de-Gaulle (route départementale 612), place Soult, avenue Charles-de-Gaulle, rue Sainte-Foy, rue Sœur-Richard, rue Ernest-Barthe, rue Paul-Barthes, avenue du Lieutenant-Jacques-Desplats, rue Peraudel, boulevard du Maréchal-Joffre, avenue Jean-Moulin, rue Sœur-Audenet, ligne droite perpendiculaire au cours de l'Agout pour rejoindre le point le plus au nord de la rue Sœur-Audenet, cours de l'Agout, avenue de Roquecourbe à partir du ruisseau du Rosé, limite nord de la parcelle cadastrale AR feuille 1, ligne droite jusqu'au chemin du Pont-Saint-Jean, chemin du Pont-Saint-Jean, rue Saint-Jean, chemin de la Fosse jusqu'à la limite nord de la parcelle cadastrale CV feuille 1, ligne joignant les extrémités nord-ouest et nord-est des parcelles cadastrales CV feuille 1 jusqu'au croisement de la route de Puech-Auriol et du chemin des Amialhes, route de Puech-Auriol jusqu'à la jonction des parcelles cadastrales OA feuille 5, HI feuille 1 et CX feuille 1, ligne droite orientée ouest/est jusqu'au chemin rural reliant le chemin des Amialhes jusqu'au ruisseau de Roudil, chemin rural jusqu'au ruisseau de Roudil, ruisseau de Roudil jusqu'à la route de Puech-Auriol, limite nord de la parcelle cadastrale OA feuille 5 jusqu'au chemin de la Fosse, limite sud des parcelles cadastrales 23, 123, 129, 16, 13 et 12 jusqu'au chemin du Rosé, chemin de la Verdarié, avenue d'Albi (route départementale 612), jusqu'à la limite territoriale de la commune de Saint-Germier.

## Démographie
En 2022, le canton comptait 18 228 habitants, en évolution de +6,98 % par rapport à 2016 (Tarn : +2,52 %, France hors Mayotte : +2,11 %).
| 2013   | 2018   | 2022   |
| ------ | ------ | ------ |
| 16 911 | 17 662 | 18 228 |